# ムーゼの森
ムーゼの森（むーぜのもり、Forest of MUSE Karuizawa）は、長野県北佐久郡軽井沢町にある企業運営によるミュージアム・パーク。

## 概要
軽井沢絵本の森美術館、ピクチャレスク・ガーデン、エルツおもちゃ博物館を擁するミュージアム・パーク。道路を挟んで全体を「ムーゼの森」と称しており、軽井沢絵本の森美術館（ピクチャレスク・ガーデンを含む）、エルツおもちゃ博物館各々の入場券があるが、ミュージアム・パーク「ムーゼの森」全体についての入場料というものはない。全体の敷地は20,000m2。

## 施設
- 軽井沢絵本の森美術館
敷地15,000m2。1990年7月開館。「欧米絵本の歩み」をテーマにした絵本専門美術館。第一展示館、第二展示館、絵本図書館、森の家（カンファレンスルーム・イベントスペース）、ショップ「絵本のお店」、喫茶店などが点在。中央に庭園「ピクチャレスク・ガーデン」がある。
- ピクチャレスク・ガーデン（絵のように美しい庭）
イギリスのガーデンプランナー、ポール・スミザー（Paul Smither）によるナチュラルガーデン。2010年開園。
- エルツおもちゃ博物館・軽井沢
敷地5,000m2。1998年4月開館。くるみ割り人形などで知られるドイツ・エルツ地方の伝統的木工工芸おもちゃや欧州を中心とする知育玩具を展示する専門館。展示館の他にショップやレストランカフェが併設されている。

## 利用情報
- 開館時間 - 9時30分〜17時（12月〜1月は10時〜16時）
- 休館日 - 1月中旬〜2月、開館期間中は火曜休、ゴールデンウィーク・7〜9月無休

## 交通アクセス
- しなの鉄道 中軽井沢駅 から町内循環バスで約10分、「塩沢湖」下車 徒歩約2分、同「風越公園」下車 徒歩約8分
- 北陸新幹線・しなの鉄道 軽井沢駅 から軽井沢美術館・観光循環バス南コースで約20分、「ムーゼの森」下車　直ぐ（夏期のみ）

## 周辺情報
- 軽井沢タリアセン - 軽井沢高原文庫、深沢紅子野の花美術館、ペイネ美術館
- 風越公園 - 風越アリーナ、スカップ軽井沢、軽井沢町植物園